# Pablo Harymbat
Pablo Harymbat (Buenos Aires, 5 de marzo de 1977) también conocido por su apodo Gualicho, es un artista multimedia referente del arte urbano de Argentina y el mundo. El diario La Nación lo describió como un "artista reflexivo, introspectivo, constructor de metafóricos mundos y seres en colores vibrantes". Comenzó a experimentar con grafitis a fines del los años 90, aunque sus murales callejeros aparecieron en la ciudad de Buenos Aires hacia el año 2004: "plantas y animales con cierto tono alien, climas oníricos, una estética entre el cómic y lo urbano que pronto pasaría a ser sello del street art local". Trabaja sobre variados soportes desde lienzos, cerámicas, dibujos, esculturas y animación. Ha pintado murales, realizado exhibiciones y participado en festivales en numerosas ciudades del mundo como Moscú, New York , Houston, Richmond, Barcelona, Madrid, Berlin, París, Gdansk, Varsovia, San José, La Habana, Brasilia, Montevideo, etc. En su Buenos Aires natal realizó numerosos murales, participó de Pecha Kucha y de la serie de televisión Paredes que hablan, emitida por el canal I Sat; ilustró varios libros, revistas y diarios. Sus obras actuales muestran una imagen estética ligada al arte geométrico, diferente a la de sus comienzos. Una de sus esculturas es colección permanente del museo Winzavod center for contemporary art.